# The Whistling Bowery Boy
The Whistling Bowery Boy ist ein Tonbild des Jahres 1904.
Der Film hatte eine Länge von ca. 75 Metern auf einer Filmrolle. Die Produktionsfirma Oskar Messters Projektions GmbH Berlin von Oskar Messter stellte diesen frühen Film her. Er wurde auf der Weltausstellung 1904 in St. Louis in englischer Sprache vorgeführt. Die Geschwindigkeit dabei betrug 20 Bilder pro Sekunde, das entspricht einer Länge von ca. 3 Min.